# Jakob Burger
Jakob Burger (* 11. August 1896 in Dillingen/Saar; † 7. Juni 1944 in Stuttgart) war ein deutscher Sozialdemokrat, der von den Nationalsozialisten hingerichtet wurde.

## Leben
Jakob Burger wuchs in Dillingen in einem katholischen Elternhaus auf. In der Dillinger Hütte absolvierte er eine Ausbildung zum Schlosser, später arbeitete Burger bei der Firma Franz Méguin, bis zu deren Schließung. Anschließend dann für die Wasserwerke der Stadt Dillingen. 1924 schloss er sich der SPD an und war in der Einheitsfront aktiv. Als politischer Aktivist wurde er in dem „Verzeichnis prominenter Persönlichkeiten der Systemzeit“ erwähnt und geriet so ab 1935 in den Fokus der Stapo-Stelle Saarbrücken. Er wurde zunächst entlassen und blieb für sechseinhalb Jahre arbeitslos. Offiziell begründet wurde dies vom Arbeitsamt mit einer Hüftgelenkverkürzung, jedoch war dem Amt seine politische Aktivität bekannt. Er arbeitete kurzzeitig im September 1939 als Prüfer in den Junkers-Werken von Magdeburg, fand anschließend aber erst 1941 wieder Arbeit in der Herdfabrik Bartz in Dillingen. Nach einer Auseinandersetzung mit dem dortigen Betriebsführer wurde er im Oktober 1943 entlassen und wenige Tage später festgenommen.
Am 27. März 1944 wurde Burger wegen Vorbereitung zum Hochverrat und Zersetzung der Wehrkraft vom Volksgerichtshof zum Tode verurteilt. Mehrere Angestellte und der Betriebsführer Jakob Bartz hatten gegen Burger ausgesagt. Ihm wurde kommunistische Propaganda und antifaschistische Betätigung im Betrieb zur Last gelegt. Die Aussagen waren vermutlich erfunden, eine antifaschistische Betätigung von Burger ließ sich nicht nachweisen und so stützte sich das Urteil nur auf die Aussagen des Betriebsführers. Am 7. Juni 1944 wurde das Urteil in der Stuttgarter Strafanstalt Urbanstraße vollstreckt.

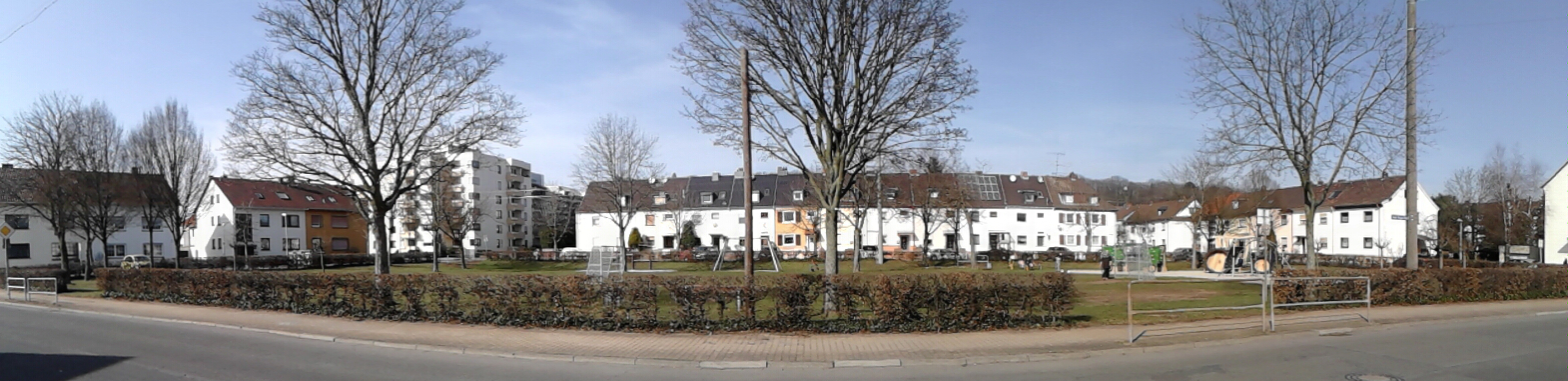
Jakob Burger Platz

## Würdigung
1946 wurde Burgers Schicksal in der ersten Ausgabe der sozialdemokratischen Volksstimme gedacht. Zu seinen Ehren wurde die Göbenstraße in Dillingen in Jakob-Burger-Straße umbenannt. Zehn Jahre später im Zuge der Angliederung an die Bundesrepublik Deutschland wurde die Benennung wieder rückgängig gemacht.
Fast vierzig Jahre danach wurde 1995 ein Platz an der Göbenstraße in Jakob-Burger-Platz umbenannt.